# Kepler-138b
Kepler-138b é um planeta extrassolar que orbita a estrela anã vermelha Kepler-138 numa trajetória de 10,3 dias. O planeta foi descoberto pelo telescópio espacial Kepler. Localizado há uma distância de 200 anos-luz da Terra, orbitando a estrela de Kepler-138, o exoplaneta é o primeiro menor que a Terra a ter seu tamanho e massa mensurado. Seu sistema planetário é composto por 3 planetas, sendo eles: Kepler-138b, Kepler-138c e Kepler-138d.

## Descoberta
O planeta Kepler-138b foi descoberto por astrônomos na tentativa  de achar exoluas no ano de 2014 utilizando o telescópio espacial Kepler, entretando apenas em junho de 2015 foi medido tamanho e massa do planeta, constatando que o mesmo é o primeiro exoplaneta menor que a Terra a ter seu tamanho e massa mensurados. 

## Características

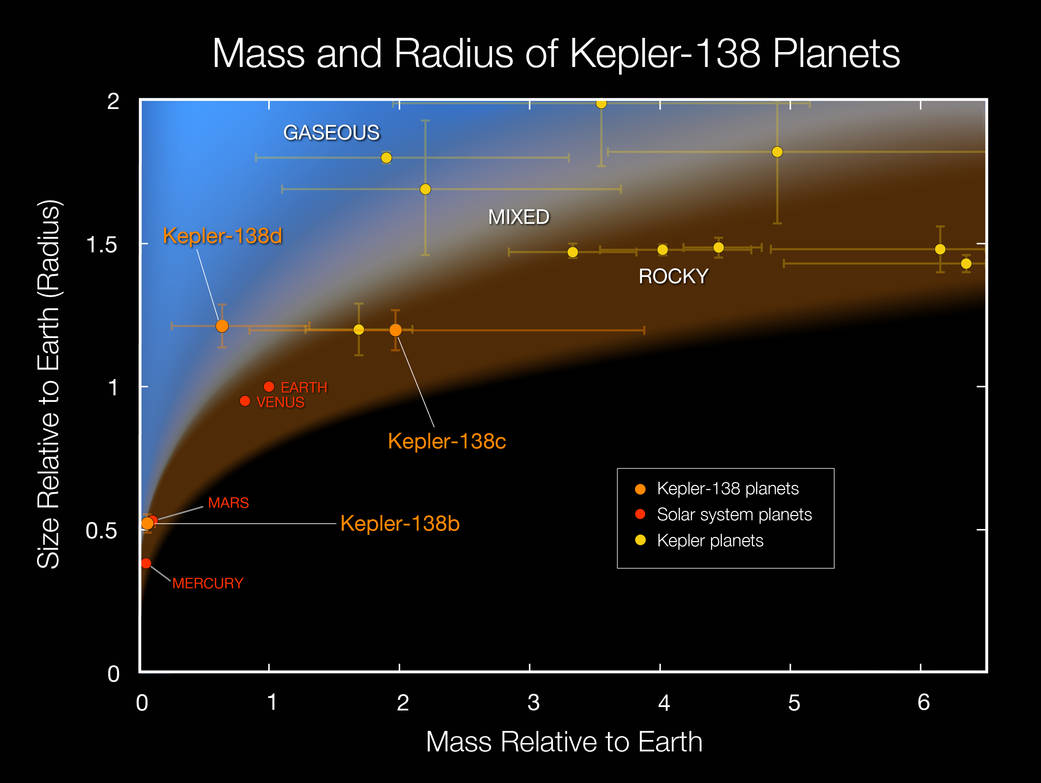
Kepler-138b e os outros 2 de seu sistema comparado a planetas do Sistema Solar terrestre.

Para medir a massa de exoplanetas, os astrônomos geralmente medem o minúsculo movimento na estrela provocado pela força gravitacional do planeta em órbita.  Kepler-138b tem uma massa de aproximadamente 1/10 da massa terrestre e tem um pouco mais da metade do tamanho da Terra, o que deixa-o com aproximadamente o tamanho de Marte. Os três planetas do seu sistema estelar estão muito próximos de sua estrela, isto faz com que o Kepler-138b demore apenas cerca de 10 dias para completar a órbita em torno de sua estrela, Kepler-138c e Kepler-138b levam 14 e 23 dias, respectivamente, para completar sua órbita, o que faz de Kepler-138b o mais interior dos três.
Os três planetas estão muito próximos de sua estrela, e Kepler-138b é o que está mais próximo da estrela, o que faz deste o mais quente de seu sistema planetário. Em razão disto, nenhum dos planetas tem condições de abrigar vida ou água. Em um desse planetas as temperaturas de superfície podem chegar a alcançar 515 graus célsius.